# يو إف سي 155
يو إف سي 155: دوس سانتوس ضد فيلاسكيز 2 (بالإنجليزية: UFC 155: dos Santos vs. Velasquez 2)‏ هو حدث لفنون القتال المختلطة نظمته يو إف سي، أُقيم في 29 ديسمبر 2012، على إم جي إم جراند جاردن أرينا في لاس فيغاس، نيفادا، الولايات المتحدة.